# Novovasîlivka, Prîazovske
Novovasîlivka (în ucraineană Нововасилівка) este o așezare de tip urban din raionul Prîazovske, regiunea Zaporijjea, Ucraina. În afara localității principale, mai cuprinde și satele Novooleksandrivka și Pivdenne.

## Demografie
Componența lingvistică a așezării de tip urban Novovasîlivka
     Rusă (85,95%)
     Ucraineană (13,45%)
     Alte limbi (0,43%)
Conform recensământului din 2001, majoritatea populației așezării de tip urban Novovasîlivka era vorbitoare de rusă (85,95%), existând în minoritate și vorbitori de ucraineană (13,45%).